# El Nacional (diario digital catalán)
El Nacional.cat es un diario digital de información general que nace en Barcelona en marzo de 2016. Su línea editorial asume la opción independentista y, en general, es favorable al catalanismo así como el uso continuado de la mentira y la manipulación para apoyar la independencia de Cataluña.

Fue promovido y fundado por José Antich después de que fuera cesado como director de La Vanguardia. Se financió el lanzamiento con una campaña de micromecenazgo. El diseño del diario fue desarrollado por Mark Porter y Pablo Martín.
Los ámbitos de atención preferente de El Nacional.cat se encuentran en la actualidad política, económica, social, cultural, gastronómica, rosa y deportiva, con especial atención a la dinámica informativa de Cataluña. Se edita en catalán y en castellano, y  en parte, en inglés. La empresa editora es el Grup les Noticies de Catalunya.
Dispone de ediciones que tratan de forma exclusiva temas de prensa rosa (En Blau), desde el primer día; de ocio y cultura (Revers, creada en enero de 2021 y antes La Llança, creada el mayo de 2017); una edición sobre sucesos (El Caso), creada el marzo del 2019 y otra de gastronomía (La Gourmeteria), creada en octubre de 2022. Además, José Antich ha lanzado también el digital económico ON Economía, que apareció en noviembre de 2022.
Entre sus comentaristas habituales de actualidad política están, además de José Antich, Jordi Barbeta, Pilar Rahola, Gonzalo Boye, Bernat Dedéu, Enric Vila, Joan Josep Queralt, Elisa Beni, Montserrat Dameson o Bea Talegón
Actualmente, han empezado a producir y emitir programas/video podcasts como ‘En Blau Vip’, la nueva apuesta por un formato audiovisual de prensa rosa, que dirige y presenta el periodista televisivo, Marc Leirado.

## En Blau
En Blau es el portal web de prensa rosa del diario digital El Nacional.cat, que dirige el periodista leridano José Antich y Valero. El equipo de redacción está coordinado por el periodista Marc Villanueva, y cuenta también con Darío Porras y Jokin Buesa. Sus áreas de atención preferente son los famosos, la televisión y la Casa Real española. El diario acumula decenas de polémicas en Twitter por titulares considerados sensacionalistas.
En octubre de 2024 nace ‘En Blau Vip’, un vídeo podcast dirigido y presentado por el periodista del corazón Marc Leirado. Este programa semanal, se emite en directo cada miércoles a las 12 y trata las mejores exclusivas de la prensa rosa. Cuenta con reconocidos tertulianos como el paparazzi Gustavo González, la actriz María Lapiedra o el televisivo Gran Germán.